# راس تونگ
راس تونگ (انگلیسی: Ross Tong؛ زادهٔ ۲۱ آوریل ۱۹۶۱) قایقران روئینگ اهل نیوزیلند است.
وی در مسابقات کشوری و بین‌المللی در مجموع برندهٔ ۱ مدال برنز شده‌است.